# Iris Calderhead

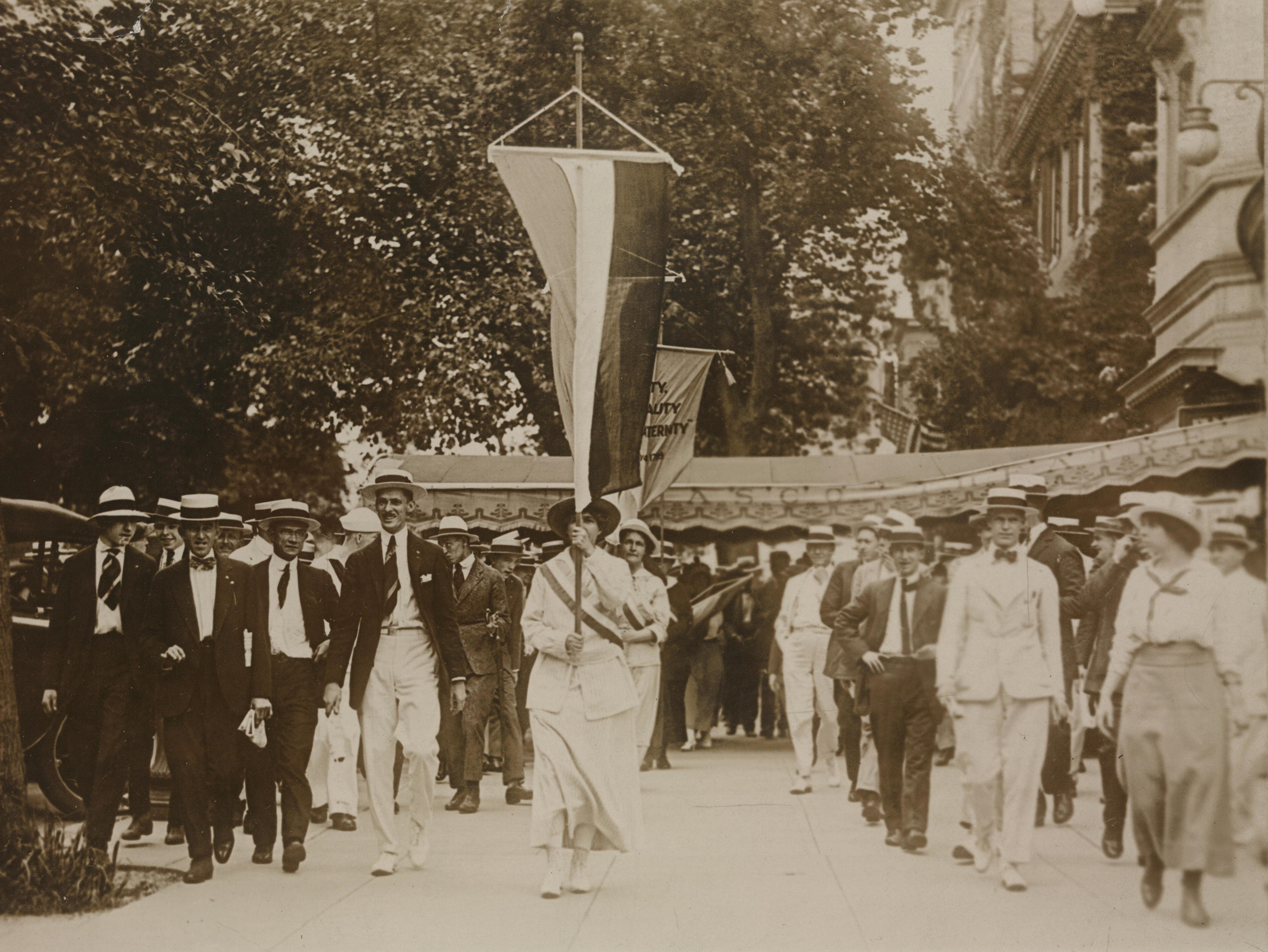
Iris Calderhead y otras sufragistas en una marcha

Iris Calderhead (3 de enero de 1889 - 6 de marzo de 1966) fue una sufragista miembro del Partido Nacional de la Mujer. Obtuvo una licenciatura en inglés de la Universidad de Kansas en 1910 y completó un título de posgrado en Bryn Mawr College en 1913. Era hija de William A. Calderhead, representante del Congreso para el quinto Distrito de Kansas en el periodo de 1895 hasta 1911. 

## Educación y trabajo académico
Calderhead asistió a la Universidad de Kansas desde 1906 hasta 1910, graduándose en inglés. Durante su tiempo en la universidad, fue miembro de la fraternidad Pi Beta Phi, la cual sed dedicó a promover los avances educativos de las mujeres.
En 1910, publicó un artículo en la revista Modern Language Notes y realizó estudios de posgrado en Bryn Mawr, tras haber obtenido una beca en dicha institución. De 1910 a 1911, fue becaria graduada en inglés, y de 1912 a 1913 fue becaria residente en inglés. En el verano de 1913 estudió en la Universidad de Chicago y regresó a Marysville para enseñar inglés y ciencias.  En 1916, su trabajo en inglés medio apareció en Modern Philology, publicando por primera vez varios fragmentos de obras teatrales sobre la moral .

## Activismo

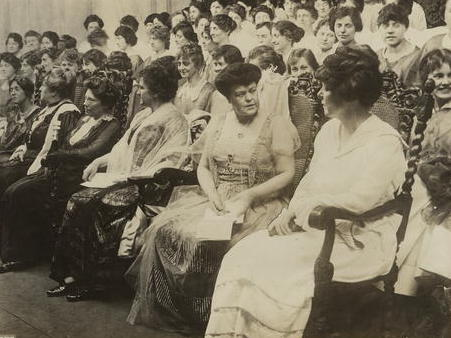
La Convención de Mujeres Votantes, San Francisco, 1915.

Calderhead se involucró en el movimiento de sufragio femenino después de conocer a Doris Stevens y Lucy Burns, líderes de la Unión del Congreso, en la ciudad de Nueva York. Su primera misión en 1915 fue ayudar a organizar la exhibición de la Unión en la Exposición Internacional Panamá-Pacífico y la Convención de Mujeres Votantes . Calderhead estaba dispuesto a viajar mucho para abogar por el sufragio. "Recorrí un largo camino para trabajar para el sindicato porque el sufragio nacional me parece el mayor problema político antes del país", explicó. "Creo que debería poder convencer a otros de esto".
En 1916, Calderhead, en su papel de secretaria de la Unión del Congreso de Kansas, envió una carta al Comité de la Cámara de la Judicatura, informándoles que el 15 de marzo, la cuarta Convención Republicana del distrito de Kansas había adoptado una resolución a favor del sufragio femenino. En agosto de ese mismo año, el PNT envió equipos a estados que ya habían otorgado sufragio para movilizar el apoyo a una enmienda federal para el sufragio femenino. Calderhead fue enviada a Arizona, que había otorgado a las mujeres el derecho a votar en 1912, junto con Vivian Pierce, Ella Thompson, Helen Todd y Rose Winslow . El grupo se encontró con la resistencia del Partido Demócrata, que se opuso al sufragio femenino, y Calderhead informó que los miembros del partido intentaron prohibir las reuniones de los sufragistas. También viajó a Oklahoma para reclutar simpatizantes, diciéndole a un periodista del Mundo de Tulsa que "Nosotras, las mujeres del Oeste [excluido] debemos tratar de ubicarnos en los lugares de las mujeres de los grandes centros industriales del Este. Estas son las mujeres para quienes estamos haciendo esta lucha por la libertad. Es literalmente eso: una lucha por la liberación ".
En junio de 1917, Calderhead fue arrestada en la Institución Smithsonian, donde ella y su colega organizadora Elizabeth Stuyvesant planearon exhibir una pancarta durante una visita del presidente Woodrow Wilson. El 14 de julio de 1917, Calderhead fue arrestada nuevamente por hacer piquetes en la Casa Blanca y estuvo tres días en el Occoquan Workhouse .
De enero a junio de 1918, Calderhead realizó una gira de conferencias por Colorado, Massachusetts, Ohio y Pensilvania. 
Su activismo no se detuvo una vez que las mujeres obtuvieron sufragio en los Estados Unidos. En 1932 habló ante el comité de Asuntos Exteriores de la Cámara sobre los derechos de la mujer en la Liga de las Naciones.

## Vida privada
Iris Calderhead nació el 3 de enero de 1889 en Marysville, Kansas, de Alice Gallant Calderhead y William Calderhead. 
Calderhead se casó con John Brisben Walker (muerto en 1931) en 1918 y se mudó al Monte Morrison, Colorado. En 1919, Walker y Calderhead fundaron un documento para promover "discusiones abiertas y audaces sobre las grandes preguntas del día". Durante la Gran Depresión, fue funcionaria en la División de Asesores del Consumidor de la Administración de Ajuste Agrícola y fue autora del informe de 1936, Servicios al Consumidor de Agencias Gubernamentales .
En 1941, se casó con Wallace Pratt, y los dos se mudaron a la casa de Pratt en McKittrick Canyon en Nuevo México. Se mudaron a Arizona en 1960, para que Calderhead pudiera recibir tratamiento para la artritis. Calderhead murió el 6 de marzo de 1966 en Tucson, Arizona.